# Brides-les-Bains
Brides-les-Bains is een gemeente in het Franse departement Savoie (regio Auvergne-Rhône-Alpes). De plaats maakt deel uit van het arrondissement Albertville. Brides-les-Bains telde op 1 januari 2022 457 inwoners.

## Geografie
De oppervlakte van Brides-les-Bains bedroeg op 1 januari 2022 2,63 vierkante kilometer; de bevolkingsdichtheid was toen 173,8 inwoners per km².

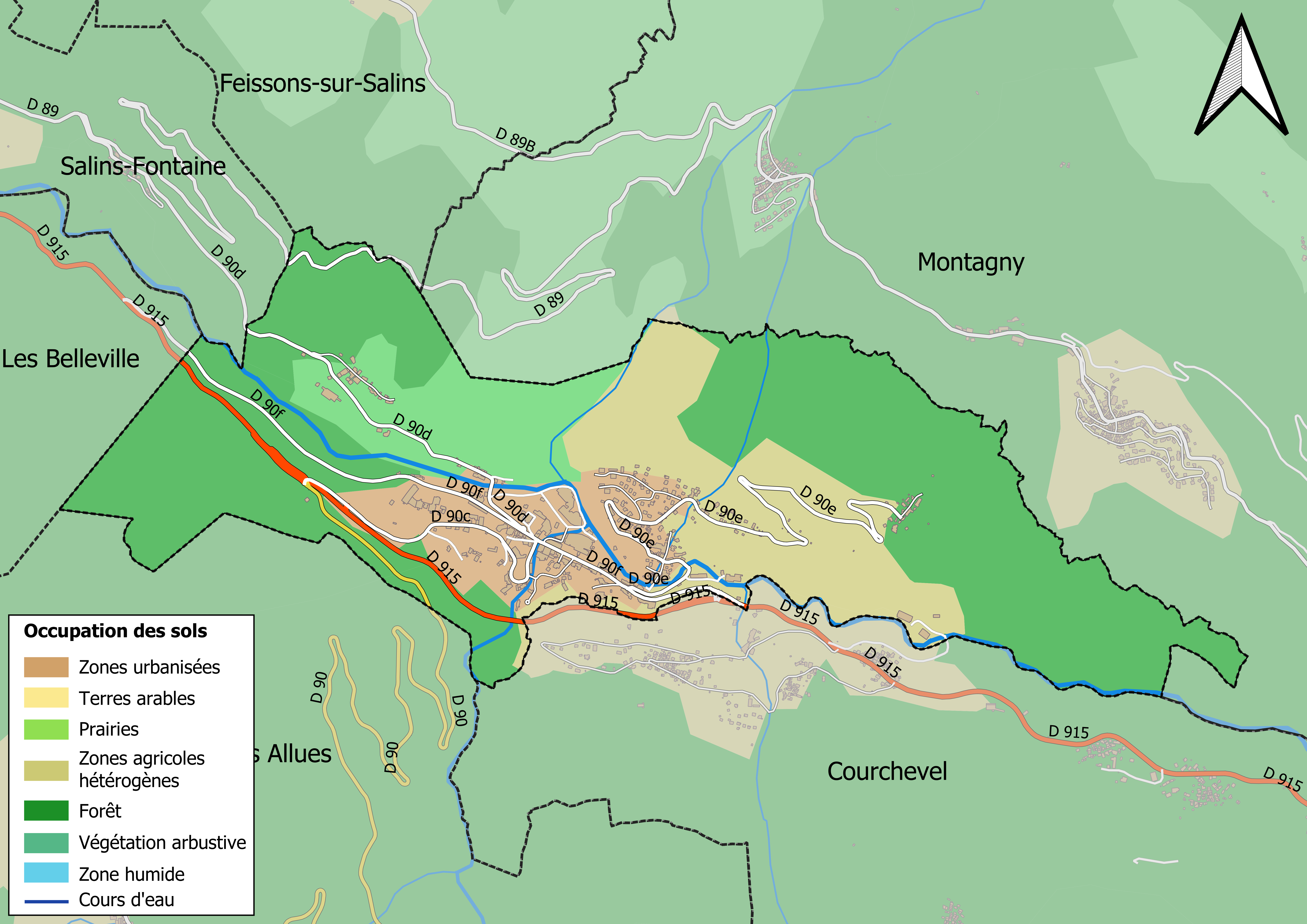
Kaart van de gemeente met de belangrijkste infrastructuur, bodemgebruik en omliggende gemeenten

## Demografie
Onderstaande figuur toont het verloop van het inwonertal (bron: INSEE-tellingen).

## Afbeeldingen

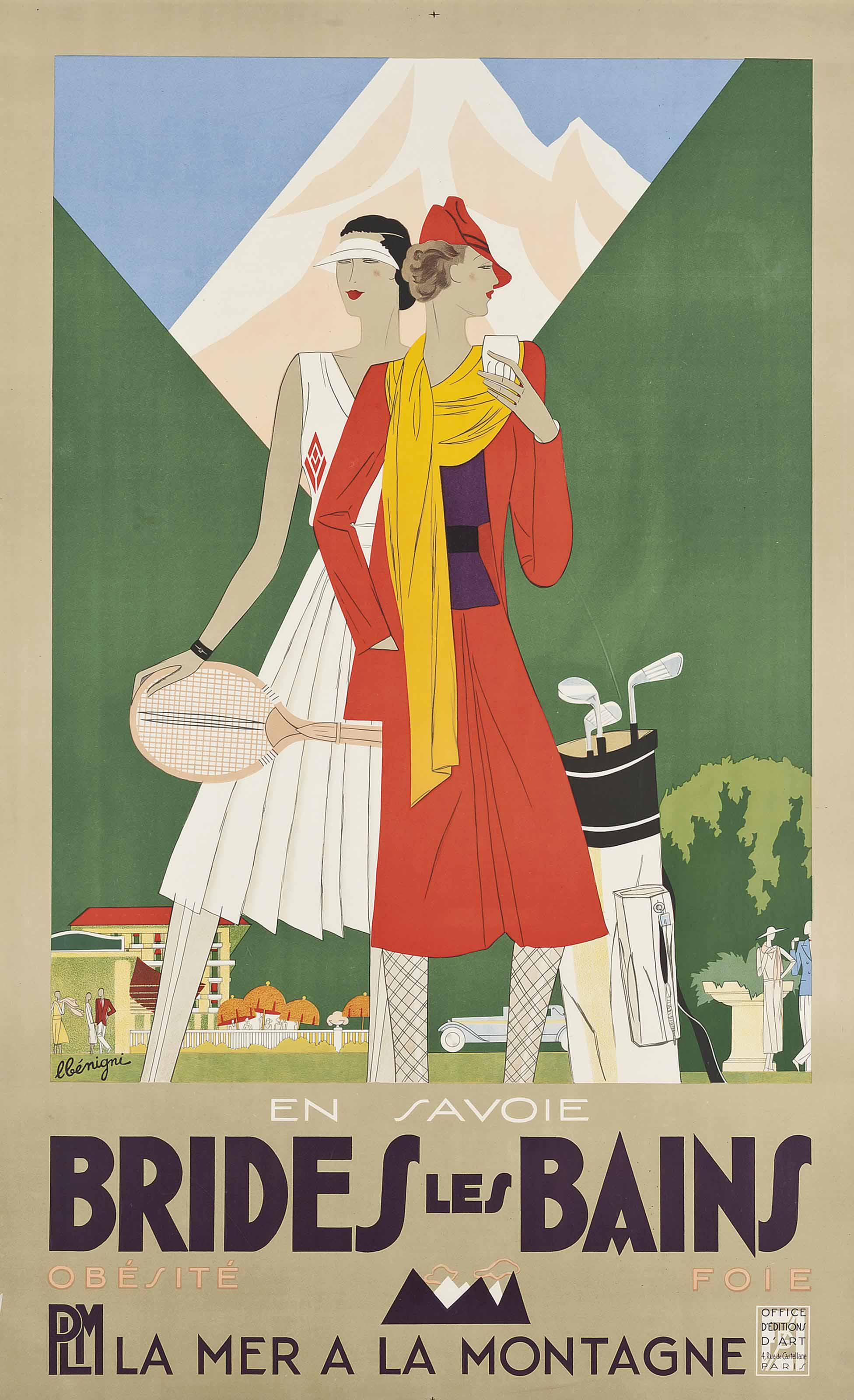
Affiche van de PLM, ca. 1929
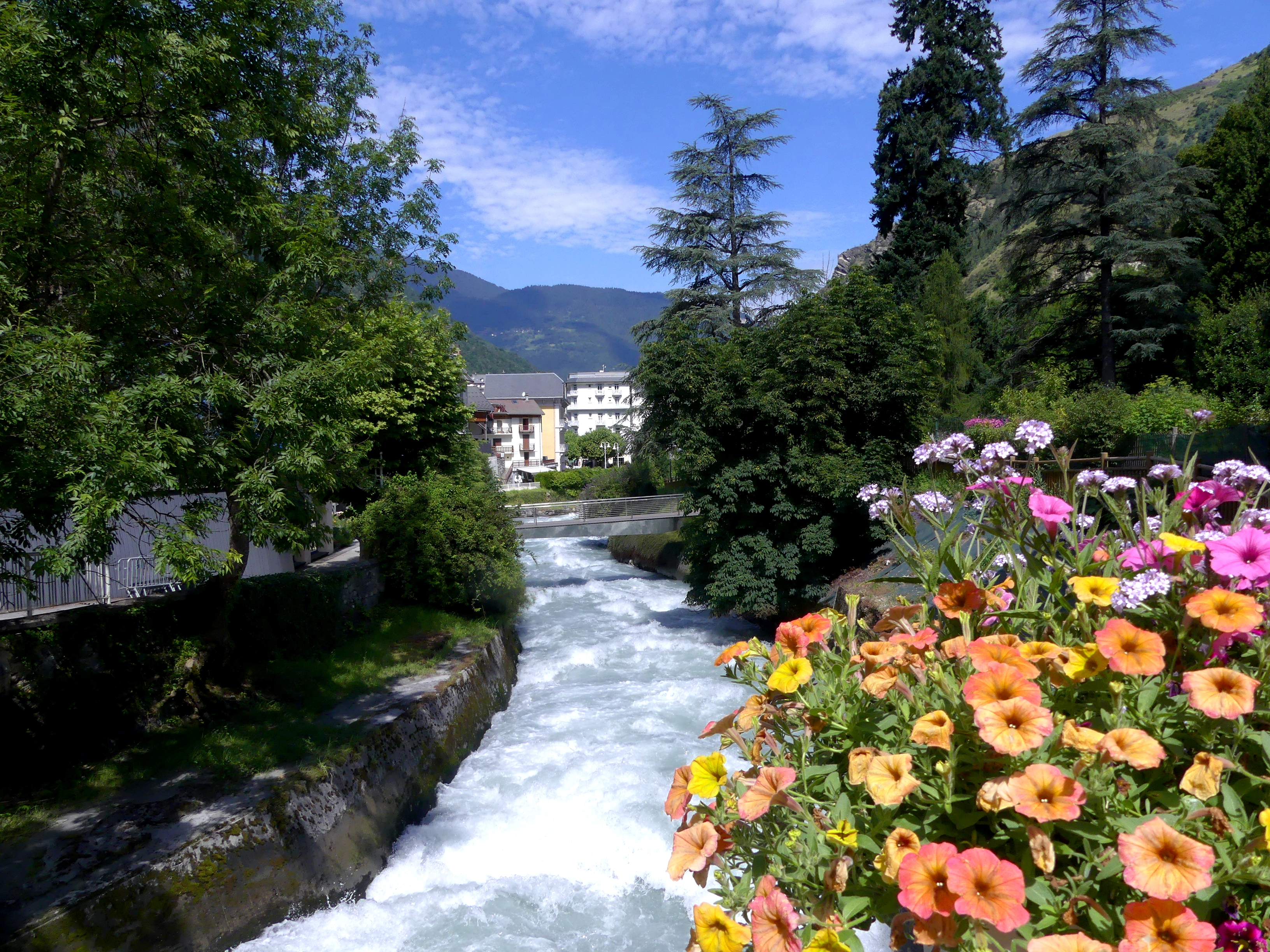
De Doron de Bozel bij Brides-les-Bains